# Die Rheinpfalz
Die Rheinpfalz est un quotidien allemand de langue allemande publié à Ludwigshafen. C’est le plus grand quotidien du Palatinat rhénan avec un tirage d'environ 250 000 exemplaires. Le quotidien possède 19 rédactions locales. Celles-ci sont souvent le vestige d’anciens quotidiens régionaux ou locaux qui furent rachetés par la Rheinpfalz.

## Éditions

### Éditions régionales dans laVorderpfalz(de)
- Ludwigshafen : Ludwigshafener Rundschau
- Bad Dürkheim : Bad Dürkheimer Zeitung
- Frankenthal : Frankenthaler Zeitung
- Grünstadt : Unterhaardter Rundschau
- Neustadt/Weinstr. : Mittelhaardter Rundschau
- Spire (Speyer) : Speyerer Rundschau
- Landau : Pfälzer Tageblatt

### Éditions régionales dans laWestpfalz(de)
- Kaiserslautern : Pfälzische Volkszeitung
- Kirchheimbolanden : Donnersberger Rundschau
- Kusel : Westricher Rundschau
- Pirmasens : Pirmasenser Rundschau
- Deux-Ponts (Zweibrücken) : Zweibrücker Rundschau

### Autres éditions régionales ou locales
- Bad Bergzabern
- Germersheim
- Haßloch
- Landstuhl
- Rockenhausen
- Schifferstadt
- Wörth